# Хоббс, Ричард (эколог)
Ричард Хоббс (Richard J. Hobbs; род. 1950) — австралийский эколог, специалист в области restoration ecology. Доктор философии (1982), профессор, член Австралийской АН (2004). Преподаёт в Университете Западной Австралии, где трудится с 2009 года. Высокоцитируемый исследователь, в частности Highly Cited Researcher (2019). Australian Laureate Fellow (2009), Учёный 2011 года Западной Австралии. Удостоен золотой медали Экологического общества Австралии (2010).
Стать экологом решил под влиянием идей американского биолога Пола Эрлиха, с которым ему доведётся впоследствии сотрудничать в Стэнфорде.
Окончил с первоклассным отличием по экологическим наукам Эдинбургский университет (1976). Лауреат программы Фулбрайта, получил магистерскую степень в Калифорнийском университете в Санта-Барбаре. В 1982 году получил степень доктора философии в Абердинском университете. Являлся постдоком-исследователем в Стэнфорде.
Изначально эколог растений.
Перебравшись в Австралию, работал в CSIRO.
С 2009 года профессор Университета Западной Австралии.
Шеф-редактор журнала Restoration Ecology.
Почётный член Экологического общества Америки (2016).
Автор 20 книг и 272 рецензированных журнальных работ.